# Elacomia tonkinensis
Elacomia tonkinensis là một loài bọ cánh cứng trong họ Cerambycidae.